# Rhamnus leptacantha
Rhamnus leptacantha är en brakvedsväxtart som beskrevs av Camillo Karl Schneider. Rhamnus leptacantha ingår i släktet getaplar, och familjen brakvedsväxter. Inga underarter finns listade i Catalogue of Life.